# 968
968 (CMLXVIII) var ett skottår som började en onsdag i den julianska kalendern.

## Händelser

### Okänt datum
- Fatimiderna grundlägger Kairo.
- Ärkebiskopsdömet Magdeburg blir en medelpunkt för slavernas germanisering.

## Födda
- Ethelred den villrådige, kung av England 978–1013 och 1014–1016 (född omkring detta år)

## Avlidna
- 25 augusti – Edgiva av Kent, drottning av Wessex 919–924 (gift med Edvard den äldre)
- Matilda av Sachsen, drottning av Tyskland och hertiginna av Sachsen